# Orden der Eisernen Krone (Italien 1805)

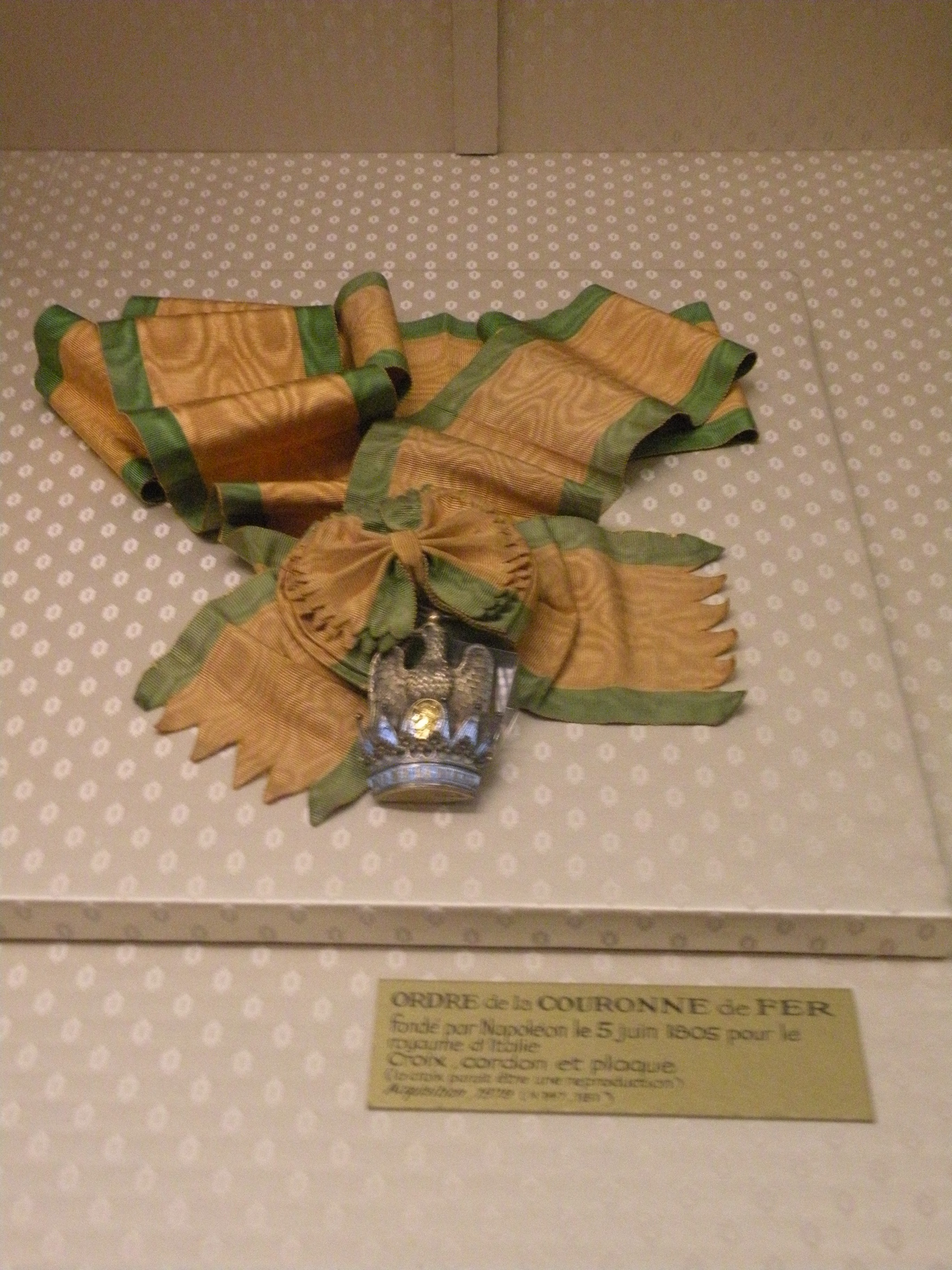
Insignien eines Großkreuzes (Dignitaire) des napoleonischen Ordens der Eisernen Krone

Der Orden der Eisernen Krone (italienisch Ordine della Corona di Ferro, französisch Ordre de la Couronne de Fer) war eine von 1805 bis 1814 bestehende Auszeichnung des napoleonischen Königreichs Italien. Er wurde am 5. Juni 1805 durch Napoleon Bonaparte nach seiner Krönung zum König von Italien gestiftet.

## Ordensklassen
Der Orden bestand aus drei Klassen und die Anzahl der Mitglieder war dabei begrenzt.
- Würdenträger (Dignitario/Dignitaire), auch Großkreuz genannt (20)
- Kommandeur (Commendatore/Commandeur) (100)
- Ritter (Cavaliere/Chevalier) (500)

Davon waren fünf Großkreuze, fünfzig Komtur- und zweihundert Ritterkreuze französischen Offizieren und Soldaten vorbehalten. Großmeister war der jeweilige König von Italien. Am 19. Dezember 1807 erweiterte Napoleon den Orden um fünfzehn Großkreuze, fünfzig Komture und dreihundert Ritter.

## Ordenszeichen und Trageweise

Trageweise des napoleonischen Ordens der Eisernen Krone (v. l. n. r.): Chevalier, Commandeur, Dignitaire

Das Ordenszeichen zeigt einen französischen Adler mit einem Blitz und der Eisernen Krone der Lombardei in den Fängen, um die sich ein Band mit der Ordensdevise DIEU ME L’A DONNÉ, GARE À QUI Y TOUCHERA (Gott hat sie mir gegeben, weh dem, der sie berührt) windet.
Getragen wurde die Auszeichnung an einem orangefarbenen Band mit grünen Randstreifen. Das Großkreuz wurde mit einem goldenen Bruststern, das im Medaillon das Profil von Napoléon zeigt, und einer Schärpe von der linken Schulter zur rechten Hüfte getragen. Auf dem Stern ist die Devise in italienischer Sprache zu sehen DIO ME L’HA DATA, QUAI A CHI LA TOCCHERÀ. Komture und Ritter trugen die Auszeichnung auf der linken Brust. Bei letztgenannten ist das Ordenszeichen statt aus Gold in Silber gefertigt.

## Nach dem Sturz Napoleons
Nach dem Sturz Napoleons wurde die Lombardei in den Verhandlungen des Wiener Kongresses dem österreichischen Kaiserhaus zugesprochen. Kaiser Franz I. ließ das Tragen des Ordenszeichens untersagen und stiftete am 7. April 1815 einen österreichischen „Orden der Eisernen Krone“ als militärischen und zivilen Verdienstorden. In weiterer Folge erhielten Inhaber des napoleonischen Ordens eine Trageerlaubnis für die österreichische Version der ihnen verliehenen Ordensklasse. 
1868 wurde nach der Eisernen Krone auch der Orden der Krone von Italien benannt, der  durch König Viktor Emanuel II. als Verdienstorden zum Andenken an die Einigung Italiens gestiftet wurde.